# Lista postaci serialu Głowa rodziny
Przedstawione tu postacie są fikcyjne. Występują w serialu Family Guy. Są to członkowie rodziny i znajomi głównych bohaterów, rodziny Griffinów.

## Gryf

### Peter Griffin
Justin Peter Löwenbräu Griffin to główny bohater amerykańskiego serialu animowanego Family Guy. Jego głos, posiadający silny akcent z Nowej Anglii, podkładany jest przez twórcę i scenarzystę programu – Setha MacFarlane. Peter jest tytułową głową gospodarstwa domowego Griffinów i główną postacią w serialu. Ma 43 lata. Jest żonaty z Lois Griffin, ma także troje dzieci – córkę Meg, synów Chrisa i Stewiego. Na grono jego przyjaciół składają się: antropomorficzny pies-alkoholik Brian, seksoholik i jednocześnie pilot linii lotniczych Glenn Quagmire, którym głos podkłada także Seth MacFarlane, czarnoskóry właściciel sklepiku spożywczego Cleveland oraz niepełnosprawny oficer policji Joe.
Przeszłość
Wstawki w różnych odcinkach serialu wyjaśniają historię życia Petera przed wydarzeniami przedstawionymi w programie. W latach 80. Peter pracował jako chłopiec od ręczników w eleganckim klubie dla bogaczy, gdzie spotkał swoją przyszłą żonę Lois (wtedy Lois Pewterschmidt), w której szybko się zakochał. Ojciec Lois, bogaty przedsiębiorca Carter Pewterschmidt, nie był w stanie pogodzić się z takimi relacjami pomiędzy jego córką a Peterem ze względu na niższy status społeczny Griffina, czego przykłady można dostrzec także w wydarzeniach przedstawionych w serialu.
Peter pracował także jako inspektor bezpieczeństwa w fabryce zabawek Happy-Go-Lucky, jako rybak posiadający swoją własną łódź oraz pracownik biurowy browaru Patriota z Pawtucket. Miał też kilka epizodów jako bezrobotny.
Peter od wielu lat spotykał się ze swoimi przyjaciółmi – Clevelandem oraz Quagmirem. Później dołączył do nich policjant – Joe. Quagmire ocalił Petera, gdy ten dryfował na morzu. Od tego zaczęła się ich przyjaźń. Cleveland podwiózł go do Rhode Island, aby mógł on odzyskać swoją miłość.
Osobowość
Peter jest konsekwentnie przedstawiany jako nieokrzesany i ograniczony umysłowo dowcipniś. W wolnych chwilach Peter zwykle ogląda telewizję bądź pije piwo z kolegami. Jest także dużym fanem zespołu Kiss, co udowadnia, podążając za nimi podczas tournée oraz kupując film Kiss ratują św. Mikołaja. Test IQ wykazuje, że jest on niepełnosprawny intelektualnie.
Zdrowie
Peter Griffin cierpi na nadwagę, ma skłonność do nadużywania alkoholu oraz jest bardzo podatny na kontuzje. Mimo tego bywa przedstawiany (typowe dla kreskówek) jako człowiek o nieprzeciętnej wytrzymałości, m.in. w odcinku pt. Patriot Games, w którym sam pokonuje zawodową drużynę futbolu amerykańskiego.
W odcinku Sibling Rivalry poddaje się zabiegowi wazektomii.
Genealogia
W odcinku Peter Griffin: Mąż, Ojciec...Brat? Griffin odkrywa, że jednym z jego przodków był żyjący przed wojną secesyjną czarnoskóry Nate Griffin, niewolnik należący do przodków Lois, jego żony. Był to pierwszy z odcinków nawiązujący do wcześniejszych powiązań Petera z rodziną Lois. W późniejszych epizodach okazuje się, że Nate Griffin miał dzieci z jedną z przodkiń Lois; oznacza to, że Peter i Lois są daleko powiązani rodzinnie.
Wiele historyjek, retrospekcji i niespodziewanych gagów ujawnia niezwykle podobnych do Petera krewnych lub przodków, np. filozofa Thomasa Griffina, który za pomocą teorii egzystencjalnych chciał ukryć przed żoną to, że wyrzucono go z pracy, czy domniemanego brata Adolfa Hitlera, Petera Hitlera. Wielu z tych „historycznych” postaci miało żony lub dziewczyny utrzymujących ścisłe podobieństwo do Lois, podobnie jeśli chodzi o innych Griffinów i ich sąsiadów. Także wiadome jest, że pra-Peter i pra-Lois byli związani razem.
W odcinku „Peter’s Two Dads”, Peter odkrywa, że jego prawdziwym ojcem jest Irlandczyk, Mickey McFinnigan, miejski pijak, który przypomina swojego syna pod każdym względem, np. ma rudawe włosy i podobną twarz. Z początku Mickey nie wierzy, że Peter jest jego synem, lecz bardzo szybko się o tym przekonuje.
- Francis Griffin to zmarły ojczym Petera. Zagorzały katolik.
- Thelma Griffin to matka Petera. Pali mnóstwo papierosów. Rozwiodła się ze swym mężem, Francisem i była przez krótki czas partnerką − również rozwiedzionego − Toma Tuckera w odcinku „Mother Tucker”. W „Mom's the Word” zmarła na zawał, a wraz z nią pochowano jej kota, którego Peter celowo uśpił.
- Karen „Heavy Flo” Griffin to siostra Petera. Jest profesjonalną zapaśniczką. Źle traktowała Petera. Dopiero Meg uświadomiła ojcu, że odbiło się to na ich relacji, gdyż on tak samo traktował swoją córkę. Meg chciała przekonać ojca, by porozmawiał z ciotką, ale ten zdecydował się wyzwać ją na pojedynek zapaśniczy. Karen dusiła brata na macie a Meg, także przebrana w strój zapaśniczki, użyła prawdziwego krzesła i powaliła Karen na ziemię. Okazało się, że jej ciotka zapadła w śpiączkę i leży w szpitalu. Pojawiła się w odcinku „Peter’s Sister”.
- Thaddeus Griffin to zły brat bliźniak Petera m.in. z odcinka „Mother Tucker”.
- Chip Griffin to zrośnięty bliźniak Petera, który przez całe jego życie znajdował się w jego szyi i czerpał pożywienie z jego organizmu. W odcinku „Vestigial Peter” doktor Hartman odkrył jego brata i usunął go  z ciała Petera.
- Retep to zły klon Petera który powstał po tym, jak Peter zregenerował sobie rękę, utraciwszy ją.

Drugie imię Petera - Löwenbräu – to nazwa słynnego monachijskiego browaru Löwenbräu (dosł. "lwi browar").

### Lois Griffin
Lois Patrice Pewterschmidt Griffin to postać fikcyjna, bohaterka serialu Family Guy. Jest żoną Petera Griffina, matką trójki dzieci: nastoletniej córki Meg oraz dwóch synów, starszego Chrisa i najmłodszego Stewiego.
Zajmuje się prowadzeniem domu, jest także nauczycielką gry na pianinie. Jest protestantką, ma żydowskie pochodzenie.

### Meg Griffin
Megatron „Meg” Griffin to szesnastolatka i jest przykładem stereotypowej amerykańskiej dziewczyny która chce być akceptowana przez najpopularniejszą „paczkę”. Interesują ją imprezy oraz przystojni aktorzy (Luke Perry, Leonardo DiCaprio etc.). Od 2 sezonu głosu jej użycza Mila Kunis, aktorka znana m.in. z serialu „Różowe lata 70".
- W „Better Off Meg” podano, że urodziła się 23 marca.
- W „A Fistful of Meg” zostało pokazane, że jej matka wybrała imię „Megan”, lecz Peter zmienił je w akcie urodzenia na „Megatron”, dlatego używa ona skróconej formy imienia: „Meg”.
- W „I Never Met the Dead Man” skończyła 16 lat, ponieważ mogła wtedy ubiegać się o prawo jazdy. Skończyła 17 lat w „Peter’s Two Dads”, a jej 18. urodziny potwierdzono w „Quagmire and Meg”.
- W sądzie, w odcinku „Screwed the Pooch”, Brian powiedział, że jej ojcem jest Stan Thompson, ale dziewczyna tego nie słyszała, bo miała na uszach słuchawki i słuchała muzyki.
- Jest najczęstszym obiektem żartów w rodzinie. Griffinowie unikali jej towarzystwa w „Jungle Love”, ubliżali jej i czytali jej pamiętnik w jej sypialni w „Stuck Together, Torn Apart”.

Związani:
- Ron Griffin to Meg z przyszłości. W odcinku „Stewie Griffin: The Untold Story” (sezon 4 odcinek 30) stary Stewie wyjaśnił swej młodszej wersji sprzed 30 lat, że ich siostra zmieniła płeć po studiach.
- Connie D’Amico to popularna dziewczyna ze szkoły, która szydzi z Meg. Umawiała się z każdym z Griffinów: Stewiem w „McStroke”, Peterem  w „Let's Go to the Hop” i Chrisem w „Stew-Roids”. W „Dial Meg for Murder” Meg zemściła się na Connie za lata upokorzeń bijąc ją i jej znajomych workiem pełnym nieotwartych puszek z napojem gazowanym. W „Peter’s Daughter” Connie powiedziała do Meg dowcip o otyłych co spowodowało, że Peter przybiegł do szkoły i rozbił skrzynkę na butlę z pianą głową Connie. W „A Fish out of Water” udała się na imprezy z Lois.
- Patty to piegowata przyjaciółka Meg o rudych włosach, okularach i aparacie na zębach. W „A Fistful of Meg” wyznała, że ma dwie matki−lesbijki. Nie znosi Billa Clintona w „Our Idiot Brian”. Brian widział ją częściowo rozebraną w odcinku „Scammed Yankees”, skąd wiedział, że ma bardzo atrakcyjne i krągłe ciało. Występuje od 4. sezonu, „Don't Make Me Over”.
- Esther to czarnoskóra przyjaciółka Meg i tak jak Patty, nosi okulary. Występuje od 4. sezonu, „Don't Make Me Over”.
- Ruth to przyjaciółka Meg. W „Leggo My Meg-O” nakłoniła córkę Lois do studiowania z nią w Paryżu i mieszkania w domu jej ciotki. Stamtąd zostały porwane i sprzedane jako seks-niewolnice. Obie zostały uratowane przez Briana i Stewiego, ale Ruth wyrwano język. W „Friends Without Benefits”, mogła już mówić normalnie, gdy Meg zakochała się w chłopaku o imieniu Kent Lastname, który okazał się zakochanym w Chrisie homoseksualistą. W „Our Idiot Brian” określiła Lois Griffin jako „gorącą mamuśkę” Meg.

### Chris Griffin
Chris Cross Griffin to infantylny syn Petera i Lois z nadwagą. W odcinku „Stewie Griffin: The Untold Story” (Sezon 4 odcinek 30), pokazano, że będzie pracował jako policjant. w „Ratings Guy” ma niespokrewnionego z nim bliźniaka o imieniu Mike.
- Vanessa Griffin to przyszła żona Chrisa z odcinka „Stewie Griffin: The Untold Story” (Sezon 4 odcinek 30). Jest złośliwa, rzuca wulgaryzmami i ma niewyparzony język. Wymusiła na mężu i szwagrze (Ronie/Meg) by jej teściów umieszczono w domu spokojniej starości. Dopiero wtedy mogła, wraz z mężem, otrzymać ich dom.
- Zła małpa to zwierzę płci męskiej, które mieszkało w szafie Chrisa i gdy wychodziło, wskazywało palcem na chłopaka, trzęsąc ręką i wyszczerzając zęby. W odcinku „Hannah Banana” okazuje się, że od początku nie był zły. Żona zdradziła go, po czym zamieszkał w szafie Chrisa. Po tym jak pomógł w relacji Chrisa z ojcem, przeniósł się do szafy Jake’a Tuckera.
- John Herbert to sąsiad Griffinów i weteran wojenny. Pedofil zakochany w Chrisie Griffinie.

### Stewie Griffin
Stewie Gilligan Griffin to syn Petera i Lois. Od samego urodzenia chce zabić swoją własną matkę, ale praktyczne działania w tym kierunku minęły mu po szóstym sezonie. Marzy o zawładnięciu światem. Jego kwestie w większości należy rozumieć jako przemyślenia i wyobraźnię jednorocznego dziecka. W zdecydowanej większości przypadków głos Stewiego słyszy tylko Brian i postacie poboczne. Pozostali, dorośli i główni bohaterowie, interpretują jego wypowiedzi jako dziecinne gaworzenie. 
- Rupert to brązowy pluszowy miś, płci męskiej i ulubiona zabawka Stewiego. Występuje przez całą produkcję. W „Quagmire's Quagmire” ich związek ulega zerwaniu z powodu misia Oscara, przez co Stewie oddaje Ruperta Brianowi. Wkrótce przyłapuje jednak psa nad tym, że uprawia seks z pluszakiem i sam zmienia zdanie. Stawia go przed dokonaniem wyboru: Brian czy Stewie. Pluszak, przechylając się w stronę dziecka, wybrał Stewiego co go ucieszyło.
- Oscar to niebieski i pierwszy pluszowy miś Stewiego z epizodu „Quagmire's Quagmire”. Jak to sam określił, „był jego pierwszym i to jest zawsze ekscytujące” oraz był jedynym, który potrafił go rozbawić. Gdy Stewie i Rupert wrócili do siebie, Oscar namalował w swoim apartamencie wielki obraz Stewiego i powiesił się.

### Brian Griffin
Brian Griffin to inteligentny i mówiący pies rodziny Griffinów, uzależniony od alkoholu i marihuany. W odcinku „Stewie Griffin: The Untold Story” (Sezon 4 odcinek 30), pokazano jego nagrobek, po czym sam Brian trafił do Nieba. Pomimo że jest psem, ma prawo jazdy i posiada oraz używa samochód marki Toyota Prius drugiej generacji z 2004 roku. Bardzo często wozi nim Stewiego i Ruperta. W „Yug Ylimaf” Brian poznał kobietę w barze i w trakcie rywalizacji z innym mężczyzną, skłamał, że sam ma wehikuł czasu. Zabrał ją w dzień zamordowania Lincolna i odkrył, że takie podróżowanie sprowadza inne kobiety. Niestety nie zauważył licznika podróży i gdy próbował go cofnąć, doszło do zwarcia. Świat zaczął cofać się, co sprowadziło Stewiego, który zdążył naprawić maszynę, do macicy Lois. Brian przesunął licznik podróży do przodu co unormowało czas a Stewie był mu za to dozgonnie wdzięczny. W odcinku „Life of Brian” Brian zginął potrącony przez samochód. Po miesiącu żałoby Griffinowie zaadoptowali na jego miejsce psa imieniem Vinnie. Pomimo tego Stewie wciąż tęskniąc za Brianem cofnął się w czasie w epizodzie „Christmas Guy” i uratował swojego przyjaciela, zmieniając tym samym bieg historii, w efekcie czego rodzina nigdy nie zaadoptowała Vinniego.
- Tracy Flannigan to jedna z byłych dziewczyn Briana. Pojawiła się w odcinku „The Former Life of Brian”. Za młodu była piękna i szczupła, lecz po tym jak zaszła w ciążę z dzieckiem Briana i on sam ją opuścił, jej głos stał się niższy a sama się roztyła. Urodziła Dylana, ale nie powiedziała o tym jego ojcu. Po 14 latach, gdy Brian ze Stewiem odwiedzili Tracy, zostali sobie przedstawieni. Następnie kobieta porzuciła Dylana by Brian i syn mogli nawiązać więź. Sama udała się na studia na uniwersytecie w Phoenix, ale gdy już to zrobili a Dylan się zmienił, Peter namówił Tracy by wzięła Dylana z powrotem do siebie.
- Dylan Flannigan to 13-letni syn Briana. Spłodził go, gdy sam miał 5 lat (35, liczone w latach ludzkich). Dylan był typem niegrzecznego chłopca i dręczył każdego w rodzinie Griffin, gdy został do nich podrzucony. Pomimo to był obiektem seksualnego zainteresowania Stewiego. Dylan zmienił się, dopiero gdy wypalił marihuanę z ojcem i ten go przeprosił, że nie było go w pobliżu, gdy dorastał. Brian za to stał się przesadnie troskliwy o syna co zdenerwowało Petera. Tak namówił Tracy by zabrała syna do siebie. Pojawił się w odcinku „The Former Life of Brian”. W „Brian's a Bad Father” Dylan stał się nastoletnią gwiazdą serialu popularnego wśród młodzieży. Brian, początkowo niechętny kontaktowi z potomkiem, nabrał ochoty na wykorzystanie pozycji syna w swej karierze pisarskiej.
- Jillian Wilcox (z domu Russell) to była partnerka Briana, niezbyt mądra od urodzenia. Pojawiła się dopiero w odcinku „Whistle While Your Wife Works”.
- Derek Wilcox to bardzo utalentowany i cierpliwy mąż Jillian z niesamowitym refleksem. Pobrali się w epizodzie „We Love You, Conrad”. Został zamordowany przez Diane Simmons, w epizodzie „And Then There Were Fewer”.

## Pewterschmidt

### Carter Pewterschmidt
Carter Pewterschmidt to ojciec Lois, Patricka i Carol oraz mąż Barbary. Jest miliarderem i właścicielem dużej amerykańskiej korporacji, ale sam nienawidzi swojego zięcia z powodu jego pochodzenia. Ma brata Jerry’ego. Marguerite Pewterschmidt to bardzo bogata ciotka Cartera i cioteczna babka Lois. Zmarła i zostawiła swój wielki majątek Lois. 
- W odcinku „he Old Man & the Big 'C'” Brian podsłuchał lekarza, że ojciec Lois był chory na raka, ale skutecznie się z niego wyleczył dzięki specjalistycznemu lekowi, wynalezionemu w 1999 roku. Nie opublikował tej wiadomości, bo większe zyski zapewniało mu ciągłe leczenie, niż jednorazowe a permanentne.
- Po epizodach „Bill and Peter’s Bogus Journey” oraz „You May Now Kiss the...Uh...Guy Who Receives” stało się jasne, że Barbara wyszła za Cartera z powodu jego pieniędzy. Jednakże w „Welcome Back, Carter” zaznaczono, że zakochała się we wzajemnością w Carterze jeszcze przed ślubem. Był wtedy weteranem wojennym, z którym korespondowała, lecz wkrótce uznano go za zmarłego. Barbara zaręczyła się z innym o imieniu Reginald, lecz gdy Carter wrócił, odzyskał ukochaną. W tym samym odcinku został przyłapany na romansie z Azjatką i przez krótki czas zięć Peter, szantażował go z tego powodu.
- W „Grumpy Old Man” przeszedł na emeryturę i przeprowadził się do domu spokojnej starości na Florydzie, lecz tam zaczął gnuśnieć i popadać w depresję. Dopiero przywrócenie go na stanowisko prezesa w Pewterschmidt Industries przywróciło mu dawne siły i charakter.

### Barbara Pewterschmidt
Barbara „Babs” Hebrewberg Pewterschmidt to matka Lois, Patricka i Carol oraz żona Cartera. 
- W „Family Guy” wyszło na jaw, że pochodzi z Europy i została ocalona z Holocaustu. Z powodu męża, wyparła się swych korzeni. W „The Fat Guy Strangler”, gdy była młodsza, miała romans z Jackie Gleasonem co widział jej syn, Patrick. W tym samym czasie pokazano, że są prawdopodobnie uzależnieni od mieszanki alkoholu i tabletek nasennych.
- W „Peterotica” rozwiodła się z Carterem, wyszła za mąż za miliardera, Teda Turnera, rozwiodła się z nim, przy czym zabrała mu część majątku i następnie wróciła do ojca Lois.
- Po epizodach „Bill and Peter’s Bogus Journey” oraz „You May Now Kiss the...Uh...Guy Who Receives” stało się jasne, że Barbara wyszła za Cartera z powodu jego pieniędzy.
- Jednakże w „Welcome Back, Carter” zaznaczono, że zakochała się we wzajemnością w Carterze jeszcze przed ślubem.

### Patrick Pewterschmidt
Patrick Pewterschmidt to brat Lois i Carol.
- Pojawił się w „The Fat Guy Strangler”. Jest chory psychicznie i z powodu urazu z dzieciństwa, kiedy widział swoją matkę romansującą z otyłym Jackie Gleasonem, zabija grubych mężczyzn.
- W „Killer Queen” został wypuszczony z więzienia jako alibi Charlesa Yamamoto, Azjaty pokonanego przez Chrisa w jedzeniu na czas, który sam zabijał otyłych chłopców, by dopaść Chrisa. Patrick pomógł Joemu i szwagrowi rozwiązać zagadkę morderstw, ale sam zniknął z domu Griffinów.
- Ma nieistniejącą i niewidzialną żonę, Marian.

### Carol West
Carol Pewterschmidt-Johnson-Carrington-Stone-O'Craggity-Canseco-Shteinholtz-Washington-Proudfoot-Fong-West to siostra Lois i Patricka.
- W odcinku „Brothers & Sisters” wyszła za mąż po raz dziesiąty, tym razem za burmistrza Adama Westa. Wtedy pojawiło się też większość jej byłych mężów.
- W „Underage Peter” Brian wyjawił, że ma poniżej 50 lat.

## Glenn Quagmire
Glenn Quagmire to postać z serialu Family Guy. Urodził się 29 lutego (odcinek „Quagmire's Mom”) 1948 roku (epizod „FOX-y Lady”). Jest to sąsiad Petera Griffina, notoryczny podrywacz i seksoholik (również podofil) pracujący jako pilot dorabiający poprzez udzielanie kursu na szybki podryw dziewczyn. Wcześniej służył w Marynarce Wojennej, a zanim został pilotem dorabiał m.in. jeżdżąc na monocyklu. Jest stosunkowo bogaty. Podobnie jak kilku innym postaciom głosu użycza mu pomysłodawca serialu Seth MacFarlane. Jest w połowie Polakiem, co zostaje ujawnione w odcinku „Tiegs for Two”. Używa słowa "Giggity" w momencie podtekstu seksualnego - żartu, sytuacji czy podrywu.
Crystal i Daniel/Ida (rodzice)
- Crystal Quagmire to matka Glenna i promiskuitka (nimfomanka). Pojawiła się u syna w odcinku „Quagmire's Mom”, gdy ten był sądzony za seks z niepełnoletnią. Na starość nawróciła się na chrześcijaństwo i żałowała swych czynów. Przyznała się przed nim, że była okropną matką, ale żeby ratować syna dwukrotnie przespała się z sędzią, który oznajmił pierwszy wyrok. Nawiązali później serdeczne relacje, gdyż Glenn przypomniał sobie, że udali się razem na pogrzeb jej matki lub teściowej, w epizodzie „Hot Pocket-Dial”.
- Daniel Quagmire, później Ida Davis to transseksualny ojciec Glenna, który pojawił się u syna w odcinku „Quagmire's Dad”. W przeszłości był to zasłużony żołnierz amerykańskiej armii. Przez przypadek przespał/przespała się z Brianem. Dopiero w odcinku „Meg and Quagmire” Glenn ujawnił nowe nazwisko Idy. W „Quagmire's Quagmire” Glenn uprawiał z nim/nią seks w hotelowym pokoju z powodu Sonji, a później wspomniał tylko, że Ida może być w ciąży. W „Hot Pocket-Dial” Ida dowiedziała się wreszcie, że jej syn od lat beznadziejnie podkochuje się w sąsiadce i żonie przyjaciela, Lois Griffin.

Rodzina Quagmire
- Brenda Quagmire to siostra Glenna i Gary’ego, która pojawiła się w odcinku „Jerome Is the New Black”. Już wtedy była bita i poniżana przez swojego chłopaka, Jefferya Fecalmana. W „Screams of Silence: The Story of Brenda Q”, pomimo ostrzeżeń brata i jego sąsiadów, zaszła w ciążę i zaręczyła się z Jeffreyem, ale ślub z nim nie doszedł do skutku z powodu Glenna, który wraz z Joe i Peterem zabił Jeffreya a Brendzie powiedział, że jej chłopak wyjechał.
  - Jeffrey Fecalman to apodyktyczny, przygłupi osiłek i zmarły narzeczony Brendy, zamordowany przez Glenna w epizodzie „Screams of Silence: The Story of Brenda Q”. Jeffrey i Glenn bili się w lesie i drugi z nich udał, że zmarł od uduszenia. Gdy Jeffrey zaczął kopać grób dla Glenna, ten wsiadł do auta Petera i zaczął nim jechać, dopóki nie zmiażdżył Jeffreya na konarze drzewa.
- Gary Quagmire to głuchy brat Brendy i Glenna. Został tylko wspomniany przez Glenna w „Jerome Is the New Black” i „Screams of Silence: The Story of Brenda Q”.
- Anna Lee „Anal” Quagmire to kilkumiesięczna córka Glenna. Została podrzucona w odcinku „Quagmire's Baby”, lecz później została oddana przez niego do adopcji.
- Abby Quagmire to bratanica Glenna, która pojawiła się w odcinku świątecznym „Road to the North Pole”. Była chora na raka i wcześniej przeszła chemioterapię.
- Stephanie to denerwująca i gadatliwa dziewczyna Glenna z nadwagą. Zamordowana przez Diane Simmons, w epizodzie „And Then There Were Fewer”. Glenn zabrał jej ciało z powrotem do Quahog.

Małżonki i partnerki Glenna
- Ożenił się z miłości tylko raz z Joan w odcinku „I Take Thee Quagmire”. Była to psychopatyczna była pokojówka, wygrana w Kole Fortuny na tydzień do domu Petera Griffina. Zmarła po dotknięciu kości przedramienia Śmierci, która miała przyjść po Glenna.
- Charmisse to prostytutka i była żona Glenna z którą się ożenił pod wpływem silnego upojenia alkoholowego, z odcinka „The Giggity Wife”. Gdy usilnie chciał jej udowodnić, że jest gejem, zgodziła się na rozwód.
- Sonja to była dziewczyna Glenna i pracownica serwisu komputerowego z odcinka „Quagmire's Quagmire”. Była tak samo otwarta na wszelkie fantazje seksualne jak Glenn i jemu to odpowiadało, dopóki Sonja porwała go i zamknęła w magazynie, wiszącego do góry nogami. Uratowali go Ida Davis, Peter i Joe, a Sonja została aresztowana przez Swansona.

## Cleveland Brown
Cleveland Orenthal Brown Senior to sąsiad i przyjaciel Petera, Afroamerykanin. Jest właścicielem Cleveland's Deli. W przeszłości był aukcjonerem i mówił „normalnie”, ale po wypadku, w którym jedno z dzieł sztuki spadło mu na głowę jego głos jest wyraźnie flegmatyczny. Od ósmego sezonu, głównie w „The Cleveland Show”. Ma brata, chirurga Brodericka z odcinka „He's Too Sexy for His Fat”. W epizodzie „He's Bla-ack!” powrócił wraz z nową rodziną na stałe do Quahog.
Rodzina
- Evelyn Champagne Brooks „Cookie” Brown to matka Clevelanda Seniora i Brodericka. Cierpi na bierną agresję, często skupiając swój gniew na Donnie z powodu braku satysfakcji z LeVarem. Pojawiała się w „The Cleveland Show”.
- LeVar Freight Train” Brown to ojciec Clevelanda Seniora i Brodericka.  Jego pseudonim to „Pociąg towarowy”. Ma lodowate relacje z żoną, z którą zerwał z nią dwa razy za kelnerkę z „Waffle House” i prawdopodobnie nie lubi swego syna, Clevelanda, ponieważ często bił go. Pojawiał się w „The Cleveland Show”.
- Broderick Brown to brat Clevelanda Seniora. Pracował jako chirurg plastyczny w Quahog przed dołączeniem do Marynarki Wojennej. Został wysłany do Afganistanu i kiedy usłyszał o problemach Clevelanda z największym gangiem w Stoolbend w „Our Gang”, przyniósł worek pełen afgańskiej heroiny, najlepszej heroiny na świecie, do wymiany za Clevelanda i Clevelanda Jr. Pojawiał się w „The Cleveland Show”. oraz w „He's Too Sexy For His Fat”.
- Cecilia Moreno Brown synowa Clevelanda od strony Clevelanda Orenthal Juniora. Pracownica meksykańskiej restauracji w której zakochał się jego syn i ożenił by ochronić ją przed deportacją. Pracuje u ciotki żyjąc osobno od męża. Pojawiała się w „The Cleveland Show”.
- Dorothy „Dee Dee” Tubbs to biologiczna matka Donny, która porzuciła ją jako dziecko. Pojawiała się w „The Cleveland Show”. W epizodzie „Candy Quahog Marshmallow!” jej zięć wspomniał, że zmarła.
- Janet to siostra Donny. matka dwójki dzieci, Brian & DeBrian, które są owocem spotkań z pastorem i pracuje jako osoba ogłaszająca wyniki loterii. Pojawiła się w „The Cleveland Show”.

Żona
- Loretta Marie Callender Brown to była żona Clevelanda, którego zdradziła z Glennem w odcinku „The Cleveland-Loretta Quagmire”. Była stroną dominującą w swym małżeństwie. W „The Cleveland Show” dowiadujemy się, że zmarła i pieniądze zostawia swojemu synowi Clevelandowi Juniorowi.
- Donna Lou Retten Tubbs-Brown to żona Clevelanda Seniora. Oboje mieszkają w mieście Stoolbend w Wirginii. Pojawiła się w odcinku „The Splendid Source”, gdzie gościła Lois, Petera, Bonnie, Joego i Glenna.

Dzieci i pasierby
- Cleveland Orenthal Brown Junior to syn Clevelanda i Loretty, początkowo w wyraźnym ADHD. Nie pojawił się w serialu od rozwodu jego rodziców. Ukazał się dopiero w The Cleveland Show, gdzie jest już otyły.
- Montclair „Rallo” Tubbs to dwuletni syn Donny i Roberta Tubbs oraz pasierb Clevelanda Seniora. Mieszka w mieście Stoolbend w Wirginii. Pokazano go w epizodzie „The Splendid Source” i „It's a Trap!” jako jeden z pilotów statków Rebelii.
- Roberta Coretta Tubbs to siostra „Rallo” i córka Donny i Roberta Tubbs. Mieszka w mieście Stoolbend w Wirginii.

## Mort Goldman
Mort Goldman to pochodzący z Polski Żyd. Prowadzi własną aptekę.
- Muriel Goldman to zmarła żona Morta, Żydówka. Wyglądem, przypomina żeńską wersję swojego męża. Ma też dwa wystające zęby. Zamordowana przez Diane Simmons w epizodzie „And Then There Were Fewer”. Ostatni raz wspomniano o niej w „The Simpsons Guy”.
- Neil Goldman to syn Muriel i Morta, redaktor szkolnej gazetki, obsesyjnie zakochany w Meg. Jego kuzynką jest Jennifer Love Hewitt.

## Swanson

### Joe Swanson
Joseph „Joe” Swanson (głos: Patrick Warburton) to sąsiad Petera, aktywny i sparaliżowany od pasa w dół policjant na wózku inwalidzkim. 
Na 10 lat przed wprowadzeniem się do Quahog, Joe doznał ciężkiego naruszenia kręgosłupa, co doprowadziło go do paraliżu dolnej części ciała. Pokazano to w epizodzie „A Hero Sits Next Door”. W wigilijną noc starał się schwytać złodzieja, podobnego do Grincha, który chciał zabrać sierotom zabawki. Walczyli na dachu i gdy wydawało się, że Joe wygrał, złodziej rzucił mu pod nogi wrotkę, przez co Joe spadł z dużej wysokości.
To była oficjalna wersja, ponieważ w „Joe's Revenge” policjant powiedział Peterowi i Glennowi, że w 1996 to była sprawka Bobby „Koszulka” Briggsa. W 1996 roku, kiedy Joe miał wypadek, Bobby był jednym z największych handlarzy heroiną w Providence, a Joe rozpracowywał go przez pół roku. Bobby odkrył jego podsłuch i postrzelił go siedmiokrotnie w obydwie nogi. Briggsa złapano dopiero 15 lat później ale wyrwał się policji. Joe rozpoczął za nim prywatny pościg i dopadł go na granicy z Meksykiem, przy miejscowości El Paso. Tam przestrzelił mu oba kolana i chciał aresztować, ale okazało się, że wykrwawił się na śmierć. Glenn, który wraz z Peterem towarzyszył Joemu, zepchnął ciało Briggsa do rzeki Rio Grande. 
W odcinku „Burning Down the Bayit” wyszło na jaw, że to towarzystwo ubezpieczeniowe przypieczętowało jego los jako niepełnosprawnego. Nie zgodziło się sfinansować nowej i skutecznej terapii za 200 000 dolarów, tylko wybrało wariant wózka inwalidzkiego za 60 dolarów.
Od czasu odcinka „Lottery Fever” posiada szklane lewe oko. 
W „And the Wiener is...” Joe odzyskał na kilka sekund pełną sprawność w nogach w wyniku niefortunnego zjazdu z górki pokrytej śniegiem. Niestety Kevin, który jechał za nim, najechał go i musiał wrócić na wózek.
W „Believe It or Not, Joe's Walking on Air” Joe przeszedł operację chirurgiczną, gdzie jego nogi zostały zamienione fizycznie na inne. Odzyskał pełną sprawność, ale zmienił przyjaciół, odszedł od żony i stał się zbyt wymagający oraz zarozumiały. Dopiero gdy sam postrzelił się w dolny odcinek kręgosłupa, tuż po tym jak żona do niego strzelała, ale nie potrafiła trafić, wrócił do normalności.
Pomimo swego kalectwa, w epizodzie „Mom's the Word” Joe zdradził, że Bóg powiedział mu, iż jeden raz pozwoli mu chodzić. Oszczędzał ten moment na ślub córki, Susie, ale wyszedł z baru, gdy Peter przyprowadził do niego przyjaciółkę swej zmarłej matki.

### Bonnie Swanson
Bonnie Swanson to żona Joego, matka Kevina i Susie.  W „April in Quahog”, Quagmire przespał się z nią za pozwoleniem Joego po tym jak mu skłamał, że jest prawiczkiem. W epizodzie „Go, Stewie, Go!” przyznała się Lois, że miała romans z kilkoma mężczyznami z Internetu. W „Foreign Affairs” zapragnęła kolejnego romansu gdy była z Lois w Paryżu, poznała tam nawet także niepełnosprawnego François, ale Lois zadzwoniła po jej męża, który namówił ją do powrotu do domu. Natomiast w „Internal Affairs” wyszło na jaw, że Joe poznał Bonnie gdy była striptizerką. W „Shanksgiving” jej siostra Diddy i sparaliżowany mąż Wendell przyjechali do nich na Święto Dziękczynienia.

### Dzieci
- Kevin Swanson to syn Bonnie i Joego. Był kiedyś zauroczeniem Meg. W odcinku „Stew-Roids” Joe powiedział do Petera, że Kevin zginął w Iraku, ale w „Thanksgiving” powrócił do domu cały i zdrowy. Początkowo skłamał, że był w pięcioletniej śpiączce w Kuwejcie, ale wkrótce wyszło na jaw, że zdezerterował bo uznał, że wojna z terrorystami w Iraku jest niesprawiedliwa. W „Internal Affairs” wspomniano, że wszyscy jego koledzy zginęli w trakcie akcji w tym muzułmańskim kraju. W „Joe's Revenge” Glenn wspomniał, że Kevin ma 25 lat. W „Brian's a Bad Father” Peter powiedział, że jest ojcem chrzestnym Kevina, który nadal mieszkał z rodzicami.
- Susie Swanson to córka Bonnie i Joego, młodsza od Stewie'go. Urodziła się w odcinku „Ocean’s Three and a Half”, po siedmiu latach od momentu wprowadzenia się jej rodziców do Quahog. Przez krótki czas była obiektem zauroczenia najmłodszego z Griffinów. W odcinkach „The Hand That Rocks the Wheelchair”, „Thanksgiving”, „Internal Affairs”, i „Joe's Revenge” wewnętrznego głosu użycza jej Patrick Stewart. W „Brian's a Bad Father” Joe wyjawił, że Quagmire jest ojcem chrzestnym Susie.

### Rodzice
- Bud Swanson to ojciec Joego. Nienawidził i drwił z osób niepełnosprawnych, dlatego Joe zgodził się z Peterem by zamienili się miejscami na okres jego przyjazdu. Pojawił się w „Papa Has A Rollin' Son”.

## Reporterzy

### Tom Tucker
Tom Tucker to prezenter telewizyjny i zapatrzony w siebie narcyz. Pracował przez 15 lat z Diane Simmons. W odcinku „Mother Tucker” został na krótko nowym partnerem Thelmy Griffin. W „Tom Tucker: The Man and His Dream” wyszło na jaw, że grał Michaela Myersa pod pseudonimem George P. Wilbur w filmie „Halloween 4: Powrót Michaela Myersa”. Powrócił na chwilę do Hollywood z Peterem jako swoim agentem. Ten go jednak opuścił dla Jamesa Woodsa ale sam został zwolniony przez niego. Peter przeprosił Toma i obaj wrócili do Quahog. Tom został ponownie przyjęty do pracy ale obcięto mu wypłatę o połowę.
- Stacy Tucker to była żona Toma, która rozwiodła się z nim i wyrzuciła z domu w odcinku „Mother Tucker”.
- Jake Tucker to syn Toma i Stacy. Ma 15 lat i odwróconą twarz o 180 stopni: oczy na dole, a usta na górze. W odcinku „Brian in Love” zasugerowano, że Stacy może nie być jego biologiczną matką.

### Diane Simmons
Diane Simmons (z domu Siedelman) to zmarła, 40-letnia prezenterka telewizyjna, pracowała razem z Tomem Tuckerem. Zginęła w epizodzie „And Then There Were Fewer”, gdy sama chciała zabić Lois. Stewie poprzysiągł jej, że tylko on może to zrobić. Po raz ostatni wspomniana w „Tom Tucker: The Man and His Dream”.

### Tricia Takanawa
Tricia Takanawa to reporterka azjatyckiego pochodzenia, zawsze na miejscu najważniejszych zdarzeń. Po raz ostatni widziana w „Family Guy Viewer Mail No. 2 „. W „It Takes a Village Idiot, and I Married One” prowadziła debatę między Adamem West i Lois Griffin. W „Stewie Griffin: The Untold Story” zdradziła niekontrolowany pociąg do Davida Bowie. W „Livin' on a Prayer” Tricia miała chłopaka, Tyrone.

### Ollie Williams
Ollie Williams to prezenter telewizyjny charakteryzujący się krzyczeniem informacji w jednym zdaniu. Kiedyś mógł mówić normalnie, ale w „Friends of Peter G” wyjawiono, że jego silne uzależnienie od alkoholu doprowadziło go do stanu obecnego. „Peter-assment” to odcinek w którym pojawił się najdłużej. Ali Williams z „Untitled Griffin Family History” był niewolnikiem i także pracował jako reporter, tak jak jego pra-pra-pra-prawnuk.

## Pozostali

### Adam West
Adam West to burmistrz Quahog i paranoik. Po raz pierwszy pojawił się w „Fifteen Minutes of Shame”. W odcinku „Brian Wallows and Peter’s Swallows” ożenił się ze swoją prawą dłonią a w „Brothers & Sisters”, z Carol Pewterschmidt.

### Consuela
Consuela to szefowa Związku Pokojówek, sama jest pokojówką i pracowała u Griffinów, ale używa bardzo ubogiego języka angielskiego. Z odcinka „And Then There Were Fewer” wiemy, że ma bratanka lub siostrzeńca (ang. Nephew) i ma on 14 lat.
- Juan to mąż Consueli, który nadal przebywa w Meksyku, ale w odcinku „Valentine's Day in Quahog” spędziła z nim walentynki.
- Rodrigo to syn Juana i Consueli, którego odwiedziła w więzieniu w odcinku „Dial Meg for Murder”.

### James Woods
James Woods to aktor telewizyjny, który prześladował rodzinę Griffinów m.in. ukradł tożsamość Petera w odcinku „Back to the Woods”. Natomiast w „Brian Griffin's House of Payne”, zagrał główną rolę w serialu Class Holes!, na podstawie pomieści Briana What I Learned on Jefferson Street, zmienionej przez stację CBS. Zamordowany przez Diane Simmons, w epizodzie „And Then There Were Fewer” ale w „Tom Tucker: The Man and His Dream” wrócił do świata żywych. Wyjaśnił im, że jako wielka gwiazda filmowa lub celebryta, już kilka godzin po śmierci miał dostęp do specjalnej opieki medycznej. Wpompowano mu siły witalne od niewinnej 17-latki, którą później wyrzucił z auta na Norę Ephron. Peter Griffin stał się przez ten krótki czas jego agentem.
- Priscilla to towarzyszka Jamesa Woodsa na uroczystej kolacji w zamku. Asystentka Diane Simmons, opłacona przez nią by uwiodła i manipulowała Jamesem. To przez nią on nawrócił się na chrześcijaństwo i sprowadził niemal dwa tuziny mieszkańców Quahog do swojej posiadłości. Tam Diane zabiła go i ją, gdy zobaczyła, jak reporterka wyjęła nóż z ciała Woodsa. Ciało Priscilli zostało ukryte przez kobietę w wentylatorze, w pokoju Toma Tuckera.

### Horacy
Horacy to barman „Pod pijanym małżem” oraz jego właściciel, zmarł w odcinku „Save the Clam"

### Elmer Hartman
Dr. Elmer Hartman to jedyny lekarz oraz chirurg w Quahog. W „You Can’t Do That On Television, Peter” jego brat próbował się zabić w więzieniu a w „Fresh Heir” zdradził, że ma homoseksualnego syna.

### Seamus Levine
Seamus Levine to były marynarz, posiada drewniane ciało i ludzką głowę.

### Vern i Johnny
Vern i Johnny to wodewilowy duet, który pojawiał się w najmniej oczekiwanych momentach, przerywając akcję. Ich występ ma zawsze taki sam schemat: Vern wykonywał numer (piosenkę, skecz), który okazuje się kompletnym niewypałem, i ostatecznie prosi Johnny’ego o podkład muzyczny, by ratować sytuację. W odcinku „Saving Private Brian” zostali zabici przez Stewiego. Powrócili tylko w odcinku „Back to the Woods”. Vern został ukazany jako duch, a Johnny akompaniował mu na pianinie z piekła, przy czym Vern wyjawił, że Johnny był pedofilem.